# Mihael Slamnik
Mihael Slamnik, slovenski podobar in rezbar, * ?, † ? (Škofja Loka).

## Življenje in delo
Deloval je med letoma 1675 in 1730 v Škofji Loki ali Poljanski dolini. 
Slamnikova doslej znana dela:
- Vodice, župnijska cerkev, lesena, pozlačena arhitektura oltarnega nastavka s tabernakljem, obdanim z oblaki in angelskimi glavicami 1712
- Žlebe, podružnična cerkev sv. Marjete, dva stranska oltarja sv. Jakoba in Boštjana, zač. 18. st.